# Charaxes indefinita
Charaxes indefinita är en fjärilsart som beskrevs av James John Joicey och Talbot 1921. Charaxes indefinita ingår i släktet Charaxes och familjen praktfjärilar. Inga underarter finns listade i Catalogue of Life.